# Asklepieion von Troizen

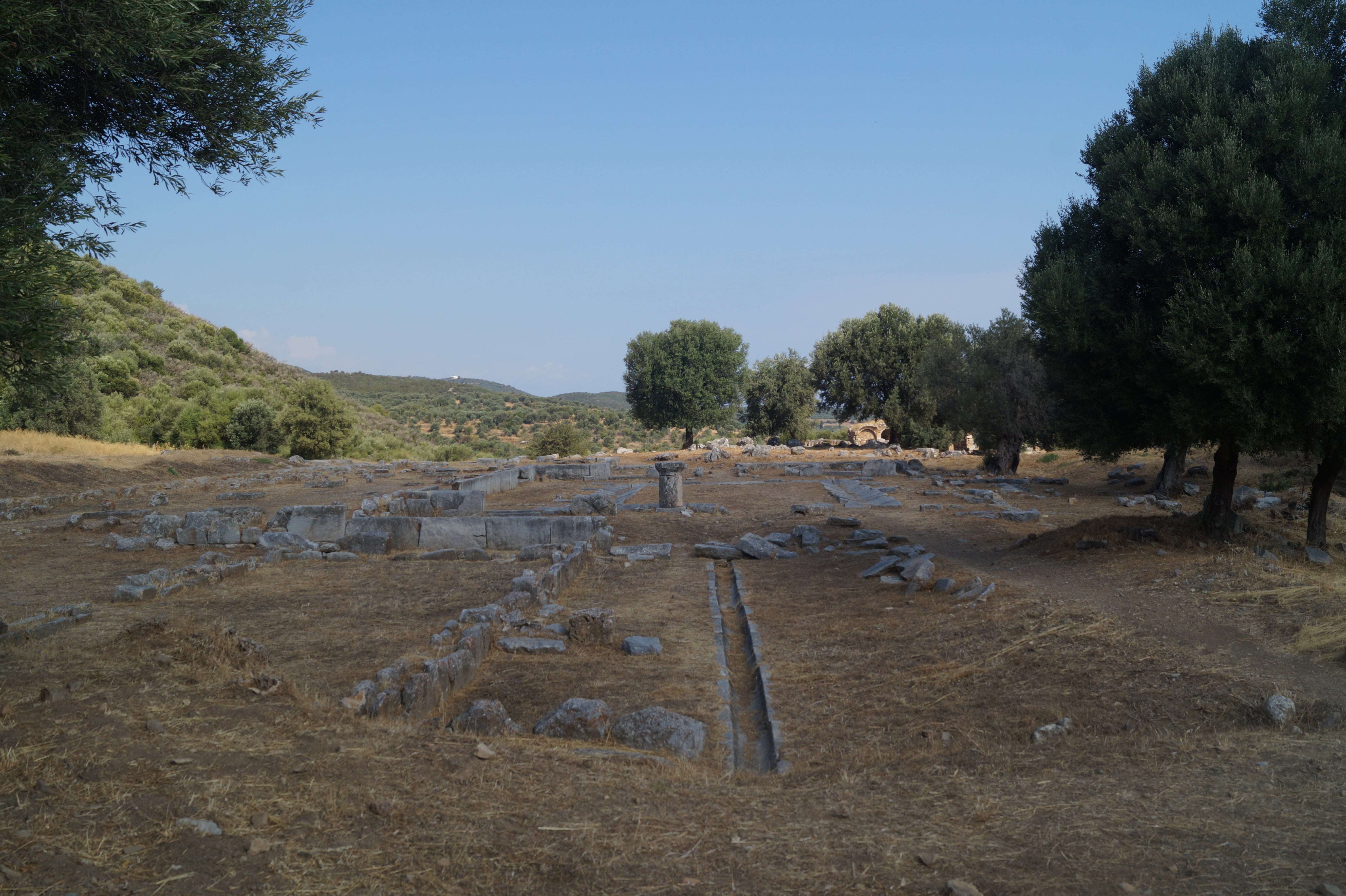
Blick von Osten auf die Palästra des Asklepieions von Troizen

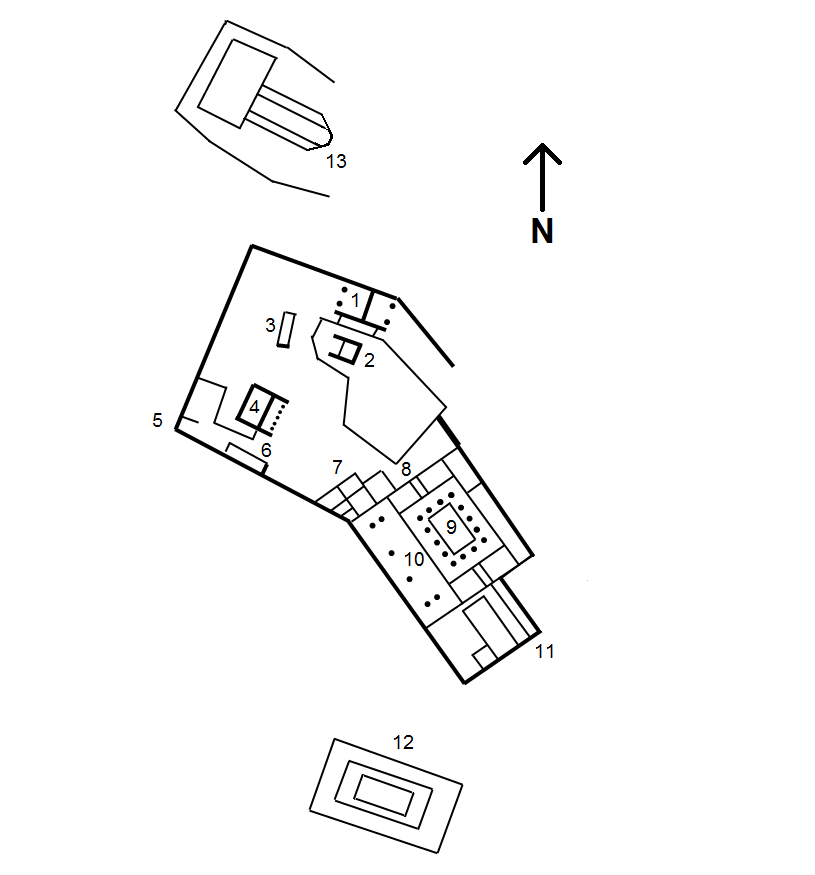
Plan des Asklepieions von Troizen

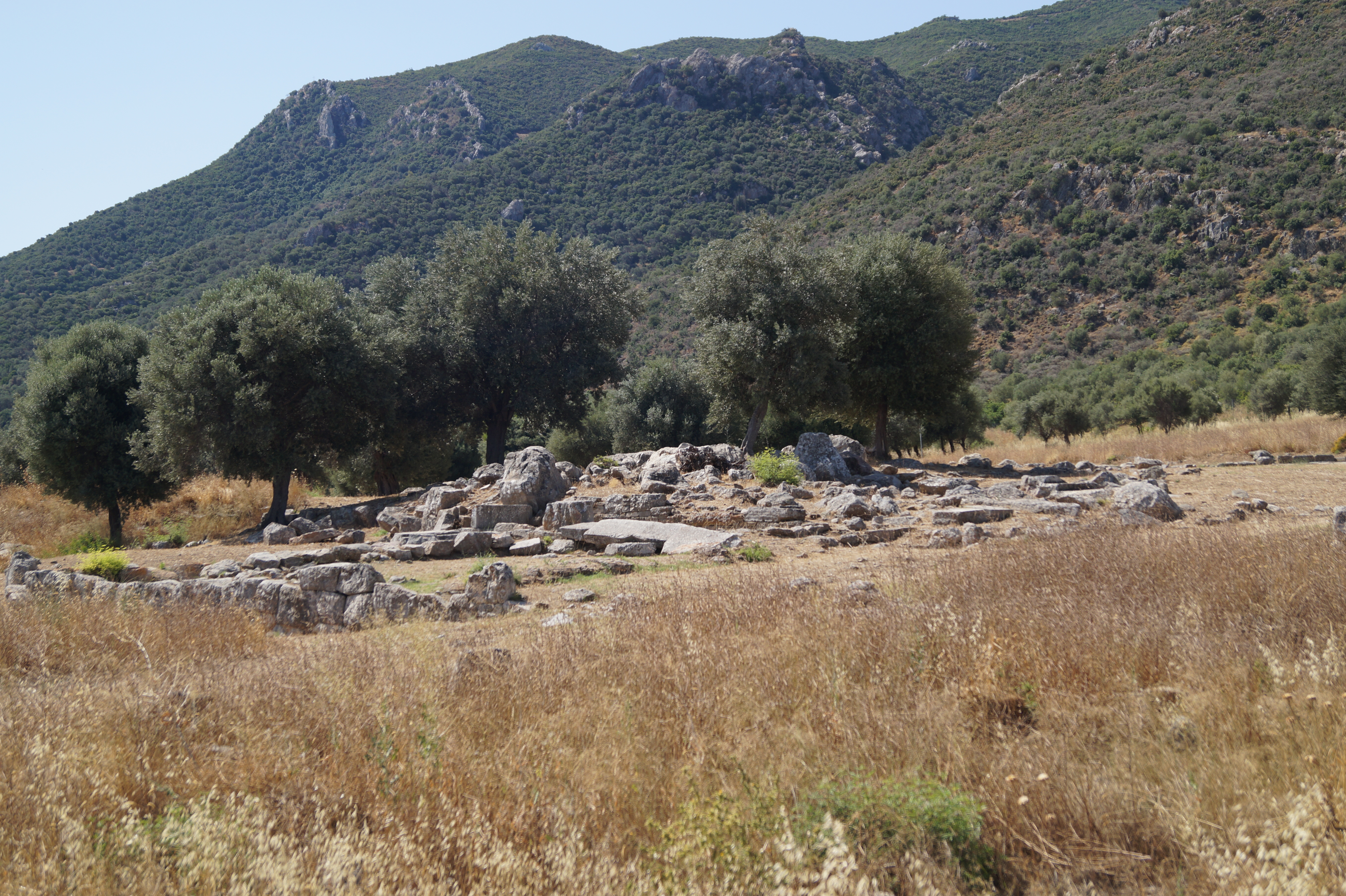
Der Temenos aus geometrischer Zeit

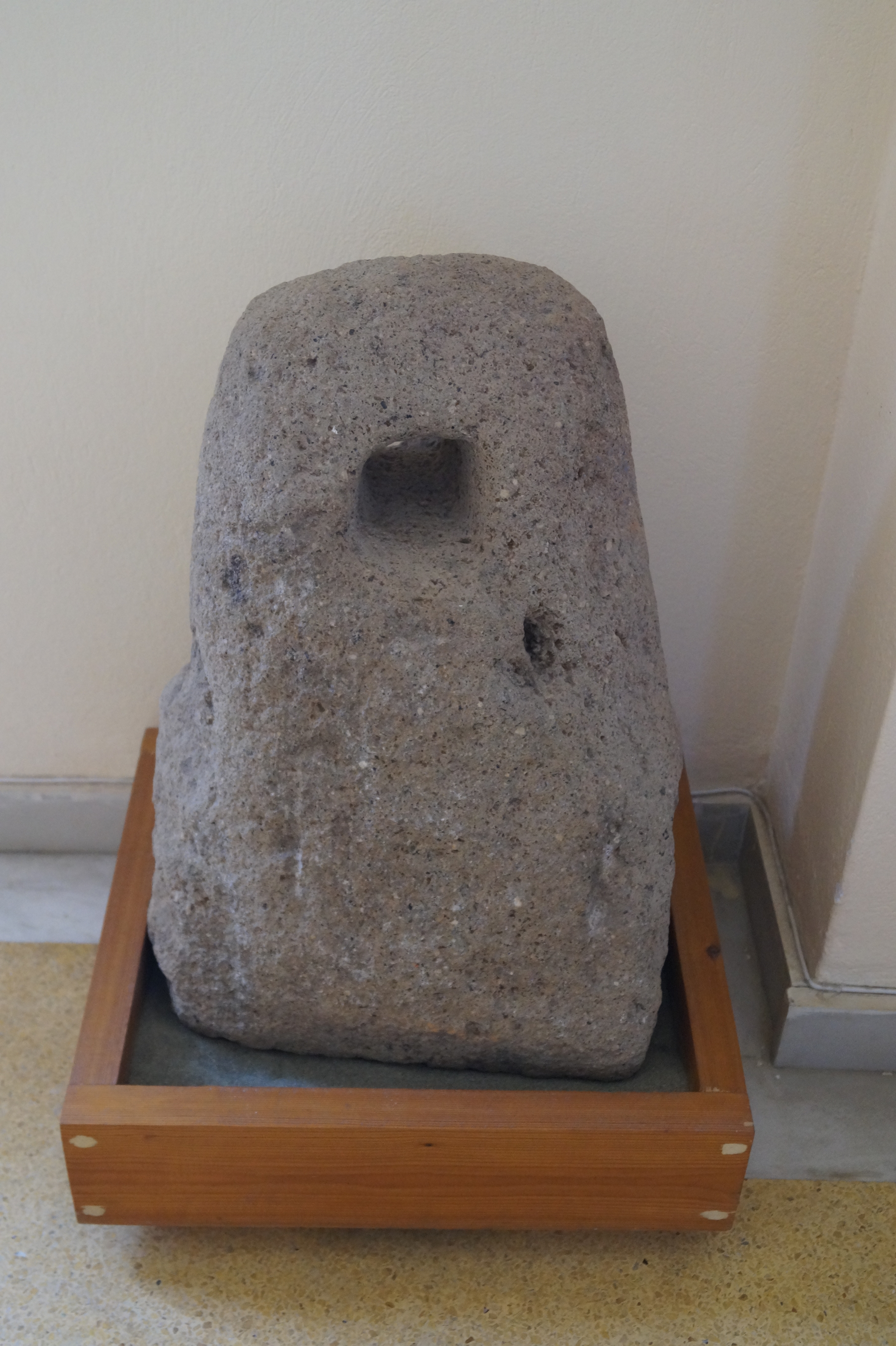
Steinanker, der wahrscheinlich Apollon Epibaterios geweiht worden war

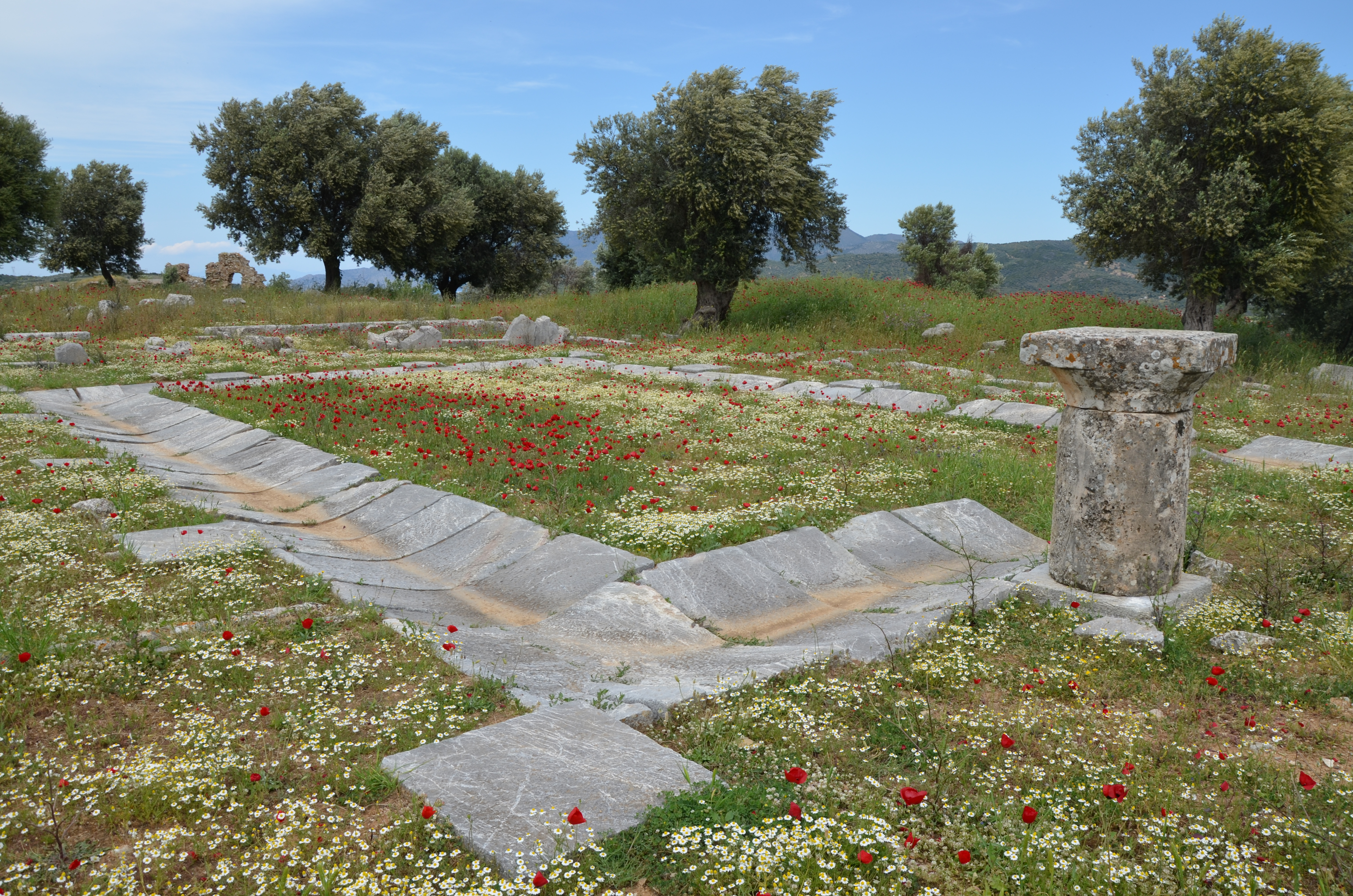
Der Peristyl der Palästra

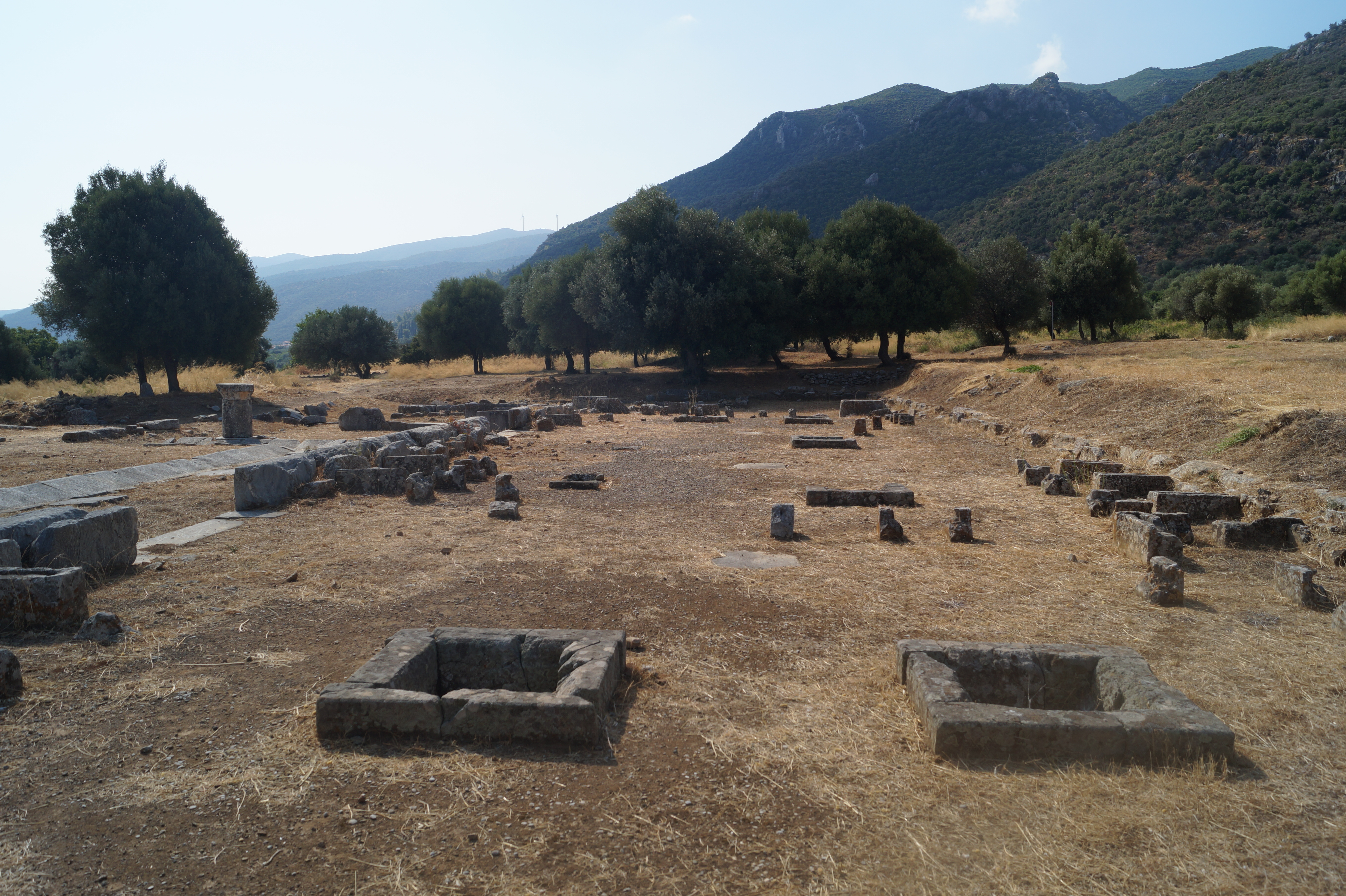
Großer Saal der Palästra

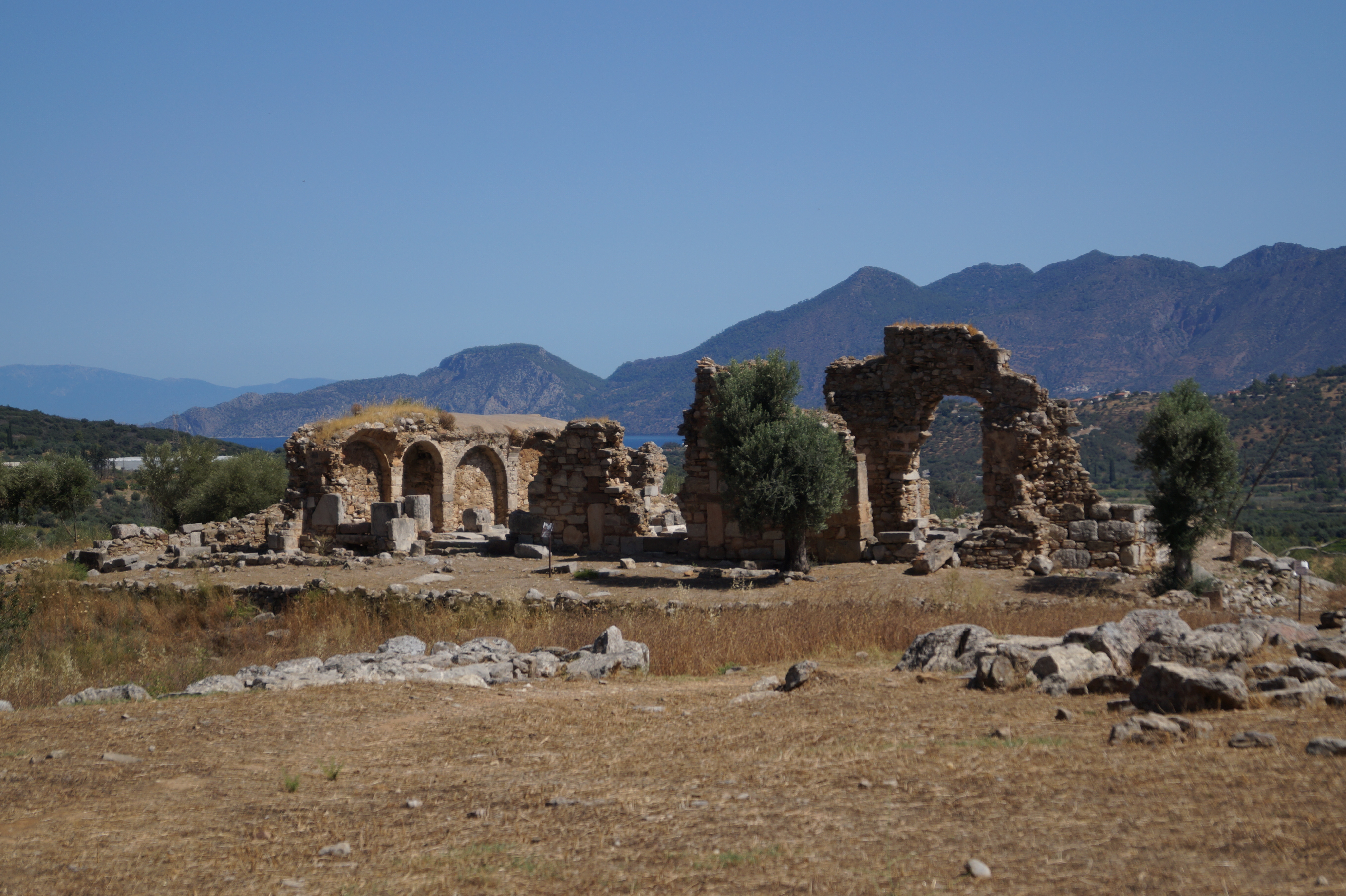
Episkopi-Kirche

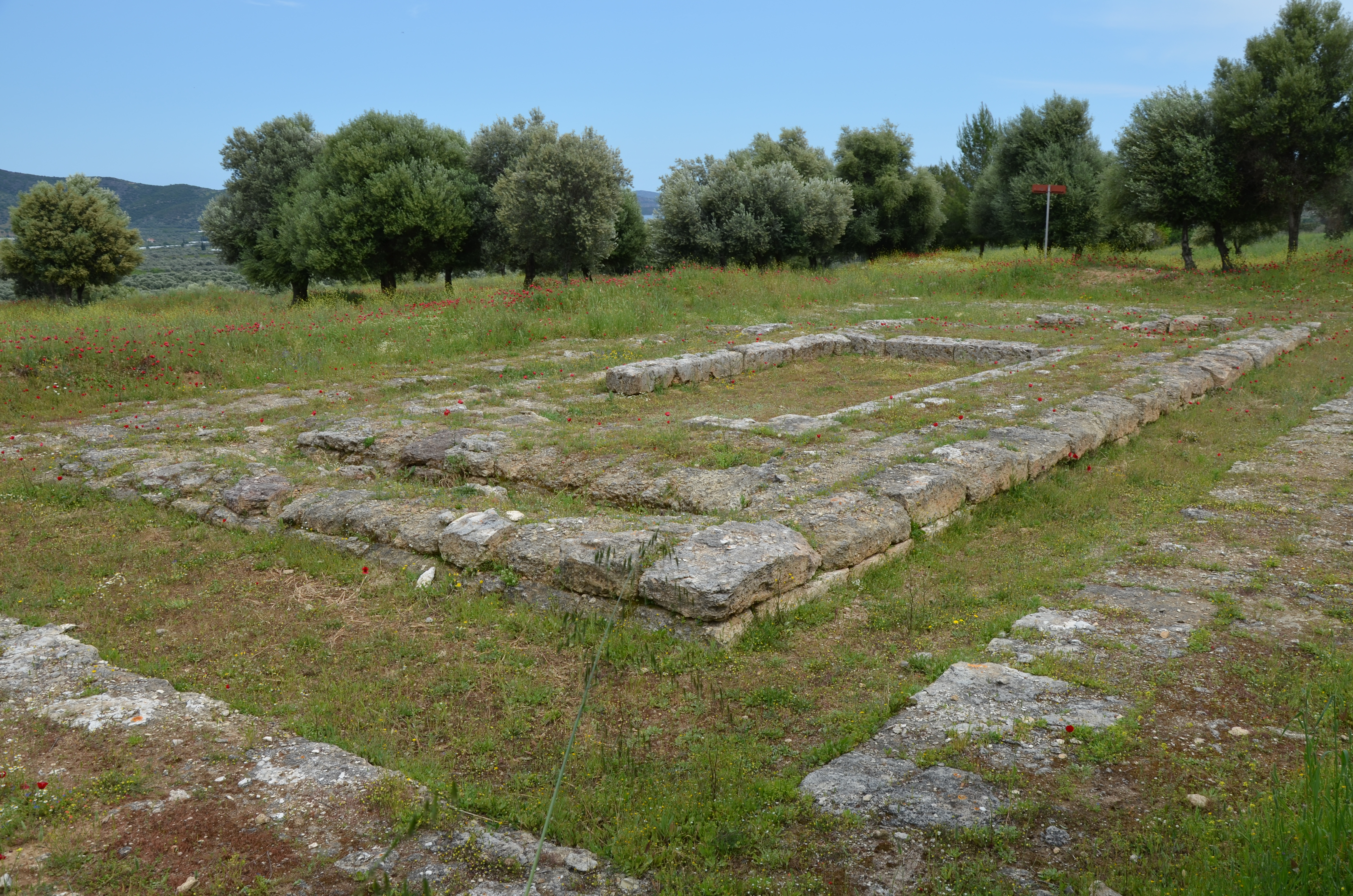
Fundamente des Tempel des Hippolytos

Das Asklepieion von Troizen (griechisch Ασκληπιείο της Τροιζήνας) oder Heiligtum des Hippolytos (griechisch Ιερό του Ιππολύτου) lag 600 m westlich der griechischen Stadt Troizen, außerhalb der Stadtmauer auf einem Plateau, das sich südlich über der Ebene von Kokkinia etwa 20 m erhob. Das Temenos des Heiligtums hatte etwa eine Fläche von 4000 m² und war von einer Polygonalmauer aus gut behauenen Steinen umgeben. Es wurde im 4. Jahrhundert v. Chr. unter Einbeziehung eines heiligen Bezirks aus geometrischer Zeit errichtet und wurde, nachdem es im 3. Jahrhundert v. Chr. durch ein Erdbeben zerstört worden war, nur teilweise wiederhergestellt.

## Erforschung
Das Heiligtum wurde von 1890 bis 1899 von der École française d’Athènes unter Leitung von Philippe-Ernest Legrand teilweise ausgegraben. Im November 1909 besuchte August Frickenhaus das Heiligtum und untersuchte die Architektur der Palästra. 1932 schloss Gabriel Welter für das Deutsche Archäologische Institut Athen die Freilegung ab.

## Temenos des Hippolytos
Der Zugang erfolgte über eine Rampe im Norden, die zu einem hellenistischen Propylon führte. Hierbei handelt es sich um einen Torbau von 12,80 m Länge und 8,50 m Breite. Der untere Teil der Umfassungsmauer, die in Polygonalmauerwerk ausgeführt ist, ist im Bereich des Propylon noch gut erhalten.
Nach dem Betreten lag linker Hand ein kleiner, sehr schlecht erhaltener Antentempel von etwa 6 × 4 m. Er war zusammen mit dem felsigen Bereich dahinter mit einer Umfassungsmauer aus geometrischer Zeit zu einem eigenen Bereich zusammengefasst. Hierbei handelt es sich vermutlich um den von Pausanias  beschriebenen Hippolytostempel, in dem ein altes Kultbild stand, das Diomedes gestiftet haben soll. Diomedes soll auch als erster dem Hippolytos geopfert haben. Über den Felsen war einst ein Erdhügel errichtet worden. Vielleicht handelt es sich hierbei um das von Pausanias erwähnte Grab des Hippolytos. Hier fand der Archäologe Legrand bei Ausgrabungen zahlreiche Keramiken und insbesondere kleine Tonschleifen oder -locken. Dies erinnert an den Brauch, dass Jungfrauen vor der Hochzeit eine Haarlocke in diesem Tempel weihten. Etwa 6 m westlich befinden sich die Fundamente des Altars, auf dem der Priester die Opfer darbrachte. Er war 7,15 m lang und 2,40 m breit.
Etwa 10 m südlich des Altars sieht man die Fundamente eines Breithaustempels mit vier Säulen zwischen den Anten. Er war etwa 8 m lang und 9 m breit. Möglicherweise war dies der Tempel des Apollon Epibaterios (altgriechisch Ἐπιβατήριος = der Hinaufgestiegene, auf ein Schiff oder vom Schiff an Land gegangener), den auch Diomedes gegründet haben soll, als Dank, dass er auf der Heimfahrt von Troja gut durch den Sturm gekommen war. Bei den Ausgrabungen kam auch ein steinerner Anker zum Vorschein, der wahrscheinlich Apollon Epibaterios geweiht wurde und heute im Archäologischen Museum von Poros ausgestellt ist.
Im Süden schließt ein Gebäude an, dessen Funktion nicht bekannt ist. Auch der Zweck der kleinen Säulenhalle, die westlich an die Temenosmauer angebaut war, ist nicht bekannt. Südlich dieser Gebäude verlief eine Passage zu einem westlichen Nebeneingang. An die Umfassungsmauer südlich des Breithaustempels war ein Brunnenhaus gebaut. Ein Stück der Wasserleitung, die den Brunnen mit Wasser versorgte, ist auch noch vorhanden. Etwa 10 m südöstlich befindet sich ein Brunnen und bei den Räumen unmittelbar dahinter handelt es sich um Bäder.
Östlich hinter den Bädern stand ein quadratischer Bau von 31 × 31 m aus dem 4. Jahrhundert v. Chr., der von seinem Ausgräber als Palästra bezeichnet wurde. Entgegen dieser Bezeichnung handelte es sich jedoch um ein Gebäude des Asklepieions, in dem der Tempelschlaf von Patienten praktiziert wurde. Es handelt sich um das am besten erhaltene Gebäude des antiken Troizen.
Von Westen gelangte man über einen 1,50 m breiten und 5,50 m langen Korridor in einen 14,50 m × 19,50 m großen Innenhof. Wie an den noch erhaltenen Fundamenten erkennbar ist, trugen 5 × 4 dorische Säulen das Dach des Peristyl. Um den nicht überdachten Bereich des Hofes führte eine Rinne aus blauem Kalkstein. Das Dach des Peristyl war so angebracht, dass Regenwasser vom Dach direkt in die Rinne floss. Auch aus den umliegenden Räumen führten kleine Abwasserkanäle der Rinne Wasser zu. Das Wasser wurde über einen Kanal nach Südosten abgeleitet. In der Südecke des Innenhofes gab es einen Opfertisch, wie an den noch aufrechtstehenden 0,67 m hohen Orthostaten erkennbar ist. Südwestlich des Hofes gab es einen großen Raum von 29 × 9,60 m. Drei quadratische Fundamente zeigen die Position von dorischen Säulen an, die das Dach trugen. Die sechs quadratischen und zwei kleineren rechteckigen Kästen aus Trachytplatten von etwa 1 × 1 m beziehungsweise 1 × 0,50 m waren möglicherweise Feuerstellen, obwohl man bei Ausgrabungen keine Anzeichen von Feuer feststellen konnte. Der Bodenbelag bestand aus Kieselestrich. Die im Raum angeordneten länglichen Porosblöcke mit Nut dienten als Sockel für insgesamt 61 Marmorliegen. Ein Bruchstück einer solchen Liege wurde in der Episkopi-Kirche verbaut und liegt heute östlich dieser. Jeweils zwei quadratische Sockel davor trugen einst Marmortischplatten. Links und rechts des Zugangs und auch gegenüber im Südosten, wo es einen zweiten Zugang gab, waren jeweils zwei kleinere Räume von 6,20 × 4,50 m, die auch mit Liegen, Tischen und Feuerstellen ausgestattet waren. Im Nordosten gab es einen weiteren Saal, der genauso lang, jedoch nur etwa halb so breit war wie der im Südwesten. Er ist nur sehr schlecht erhalten und wurde in römischer Zeit durch Quermauern in mehrere Räume unterteilt. Im Südosten schlossen auf einem 15 × 31 m großen Bereich weitere Räume an, deren Funktion jedoch unbekannt ist.

## Episkopi-Kirche
Etwa 20 m nördlich des Temenos des Hippolytos steht die Ruine einer byzantinischen Kirche. Nach Pausanias stand in der Antike hier der Tempel der Aphrodite Kataskopia (altgriechisch Κατασκοπία = der Zuschauenden). Den Beinamen erhielt sie, da einst Phaidra von diesem Hügel aus Hippolytos, in den sie verliebt war, bei seinen sportlichen Übungen beobachtete. Hier soll auch eine Myrte mit durchlöcherten Blättern gestanden haben. Phaidra soll aus Frust, dass ihre Liebe nicht erwidert wurde, die Blätter durchlöchert haben und nahm sich schließlich das Leben. Ihr Grab, das unter einem Grabhügel verborgen war, zeigte man Pausanias ganz in der Nähe. Unterhalb des Tempels soll sich das Stadion, das nach Hippolytos benannt war, befunden haben. Dieses Stadion verlief nördlich des Episkopi-Hügels von Südosten nach Nordwesten und hatte nur an der Südseite Sitzplätze für Zuschauer.
Die  Episkopi-Kirche wurde im 11. Jahrhundert als Kreuzkuppelkirche errichtet. Sie diente als Kathedrale der Diözese Damala und war der Panagia Episkopia (griechisch Επισκόπια = die Überblickerin) geweiht. Im 12. Jahrhundert wurde die Kirche durch den Anbau eines großen Chorraums im Osten und einer Erweiterung im Westen zu einer Basilika umgebaut. Im 14. Jahrhundert wurde westlich ein Narthex und im 15. Jahrhundert ein Hof angebaut.
Die Kirche war von einer Umfassungsmauer aus groben Steinen umgeben. Der Kirchenbau wurde unter Verwendung von zahlreichen antiken Steinen, sogenannten Spolien, ausgeführt.

## Tempel des Hippolytos
Etwa 30 m südlich des Heiligtums des Hippolytos liegen die Fundamente eines klassischen Tempels aus dem 2. Viertel des 4. Jahrhunderts v. Chr. Ob es sich um einen Hippolytos- oder Asklepiostempel handelt, ist umstritten. Der Tempel war aus Poros errichtet.
Er war auf einem Stylobat von 15,05 × 29,26 m über einer dreistufigen Krepis errichtet. Der Ringhallentempel hatte eine Peristasis von 6 × 11 Säulen. Der Naos verfügte über einen Pronaos im Westen und einen nur kurzen Opisthodom im Osten. Beide hatten zwei Säulen zwischen den Anten. Die Cella verfügte entweder nur über Halbsäulen oder die Säulen standen nahe an der Wand. In dem Tempel stand ein Kultbild des Hippolytos oder Asklepios aus der Hand des Bildhauers Timotheos.